# Bauduen
Bauduen (Bauduen ['bawdyɛ̃ⁿ] trong tiếng provençal) là một xã ở tỉnh Var trong vùng Provence-Alpes-Côte d’Azur, Pháp. Xã này có diện tích 47,45 km², dân số 302 người. Xã này nằm ở khu vực có độ cao trung bình 484 mét trên mực nước biển.

## Biến động dân số
| Năm | 1765 | 1962 | 1968 | 1975 | 1982 | 1990 | 1999 | 2004 | 2006 |
| --- | ---- | ---- | ---- | ---- | ---- | ---- | ---- | ---- | ---- |
| Dân số | 807  | 168  | 131  | 149  | 184  | 240  | 272  | 294  | 302  |
| From the year 1962 on: No double counting—residents of multiple communes (e.g. students and military personnel) are counted only once. |      |      |      |      |      |      |      |      |      |